# 中国人民解放军海军陆战队第二旅
海军陆战队第二旅（英語：2nd Marine Brigade），又称“拳头部队”，是中国人民解放军海军陆战队现行编制下成立的一个旅，现驻地为广东省遂溪县。

## 历史概述

### 建国前
1945年9月，以温玉成带来的新四军200余名干部为骨干，在阿城成立了哈东保安司令部，后为哈东军分区。1946年12月以哈东分区1、3团和哈北军分区4团组成东北民主联军独立2师。
这是东北解放军成立最早的一个独立师，有很强的干部配备，兵员也基本上换成有剿匪战斗经验同时又斗志昂扬的翻身农民，所以战斗力很强。后来东野总部评价该师“有朝气，战斗力进步很快，战斗作风顽强”。独立二师成军后就长期配属东野一纵作战，虽是独立师，但一直是东野的主力师之一。1947年1月，东北解放军主力一下江南，独2师奉命在德惠以东担任打援，结果歼俘由焦家岭突围的新1军50师150团百余人，并生擒该团团长，这是解放军在东北战场上俘获的国军王牌主力部队第一名师团级军官，大大鼓舞了部队的士气。之后又在1947年夏季攻势中创造了解放军以一个师追歼国军暂编第二十一师的战斗范例。值得一提的是暂编二十一师后来起义加入了解放军，现在仍然在解放军陆军作战序列中，为合成第五十二旅。
1948年3月，独2师编入东野十二纵，为其34师。1948年11月，正式授予番号为中国人民解放军第四十九军第一四五师。解放战争中，145师先后参加了三下江南、东北夏秋冬季攻势、围困长春、辽沈（执行外围作战任务）、平津、宜沙、衡宝和进军广西等战役战斗。

### 建国后
建国后，在广西剿匪期间，145师侦察连长林泰，乔装改扮成功打入土匪内部搞情报，从而使部队顺利地剿灭了一股势力颇大土匪。这次行动后来被拍成了一部著名的惊险剿匪片——《英雄虎胆》，成为红色电影的经典之作。
1952年4月，49军145师和原21兵团部分直属队及215师，219师合编，为21兵团第219师，145师师部改为219师师部。1952年11月改番号为中国人民解放军第五十五军第二一九师。1970年1月又改番号为陆军第一六四师。
1979年2月，164师随55军参加对越自卫反击作战，毙敌2195人，俘虏10人。期间，辖内的491团率先攻入谅山，战后被授予“首克谅山英雄团”的荣誉称号。1985年10月，55军撤消番号，164师改编为陆军第41集团军步兵第一六四师，执行南方乙种步兵师编制。
1998年调归南海舰队，改编为海军陆战队第一六四旅。2017年，改称海军陆战队第二旅。

## 荣誉
- 首克谅山英雄团：前步兵第四九一团

## 沿革
参考资料：
| 部隊番號                 | 使用時期             |
| ------------------------ | -------------------- |
| 哈东军分区               | 1945年9月-1946年12月 |
| 东北民主联军独立二师     | 1946年12月-1948年3月 |
| 东北人民解放军第三十四师 | 1948年3月-1948年11月 |
| 中国人民解放军第一四五师 | 1948年11月-1952年4月 |
| 中国人民解放军第二一九师 | 1952年4月-1960年1月  |
| 陆军第二一九师           | 1960年1月-1970年1月  |
| 陆军第一六四师           | 1970年1月-1985年10月 |
| 步兵第一六四师           | 1985年10月-1998年6月 |
| 海军陆战队第一六四旅     | 1998年6月-2017年4月  |
| 海军陆战队第二旅         | 2017年4月-现在       |